# Округ Луис (Тенеси)
Округ Луис (енгл. Lewis County) је округ у америчкој савезној држави Тенеси.

## Демографија
По попису из 2010. године број становника је 12.161, што је 794 (7,0%) становника више него 2000. године.
| Група             | 2000.          | 2010.          |
| Белци             | 10.940 (96,2%) | 11.507 (94,6%) |
| Афроамериканци    | 165 (1,5%)     | 199 (1,6%)     |
| Азијати           | 21 (0,2%)      | 44 (0,4%)      |
| Хиспаноамериканци | 136 (1,2%)     | 221 (1,8%)     |
| Укупно            | 11.367         | 12.161         |